# Thomas Helmore

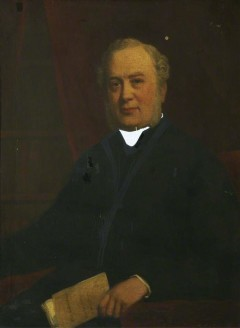
Thomas Helmore

Thomas Helmore (Kidderminster, 7 mei 1811 - Pimlico (Londen), 6 juli 1890) was een Brits componist en koorleider.
Helmore was leraar en koorleider in Stratford-upon-Avon voordat hij vertrok naar Oxford om daar te studeren. In 1840 werd hij in Lichfield tot kapelaan gewijd in de Anglicaanse Kerk. Daarna klom hij op tot priester en hoofd van Saint Mark's College in Chelsea (Londen), het opleidingsinstituut van de Anglicaanse kerk.
In 1846 werd hij master van het kinderkoor en -toneelgezelschap van de Chapel Royal.
Helmore componeerde en bewerkte een groot aantal kerkliederen. Een bekend lied, waarvan de oorspronkelijk 15e-eeuwse Franse melodie door Helmore werd bewerkt, is O come o come Emmanuel, dat in het Nederlands als O kom, o kom Immanuel is opgenomen in het Liedboek voor de Kerken (lied 125).
- Bibsys: 2060689
- Bibliothèque nationale de France: cb14105665b (data)
- Gemeinsame Normdatei: 1149493259
- International Standard Name Identifier: 0000 0000 7974 271X
- Library of Congress Control Number: no93038930
- MusicBrainz: dbf9ef8b-b9d1-4c74-8b8f-f87cd21b9fbc
- Nationale Bibliotheek van Israël: 987007448963605171
- Istituto Centrale per il Catalogo Unico: MUSV075908
- SNAC: w6st9g2b
- Virtual International Authority File: 43873062
- WorldCat: E39PBJdGJ9pjQJkBHMWFB6vyh3